# 拉布尔斯
拉布尔斯（法語：Labourse，法語發音：[labuʁs]）是法国上法蘭西大區加来海峡省的一个市镇，属于贝蒂讷区。

## 地理
拉布尔斯（50°29'55"N, 2°40'48"E）面积4.67 平方千米，位于法国上法蘭西大區加来海峡省，该省份为法国北部沿海省份，西北濒北海，南至索姆省，东临北部省。
与拉布尔斯接壤的市镇（或旧市镇、城区）包括：伯夫里、马赞加尔布、讷莱米讷、萨伊拉布尔斯、韦尔基尼厄勒。

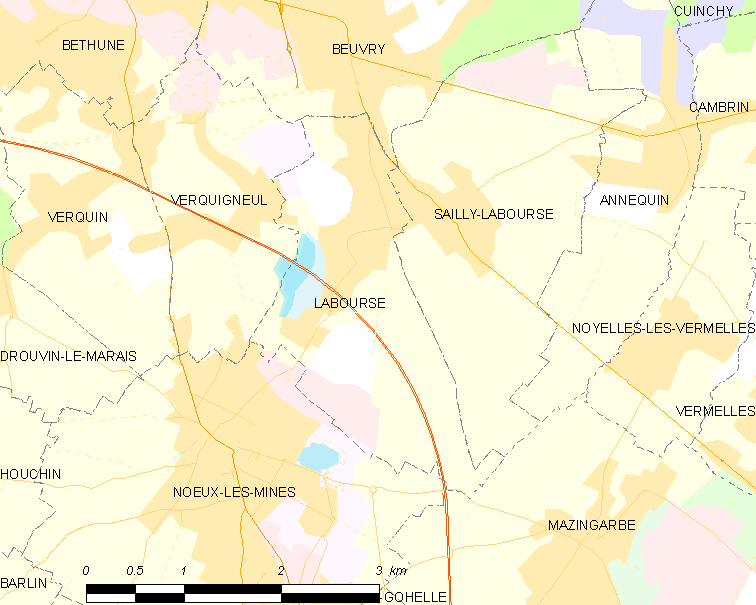
拉布尔斯的OSM定位图

拉布尔斯的时区为UTC+01:00、UTC+02:00（夏令时）。

## 行政
拉布尔斯的邮政编码为62113，INSEE市镇编码为62480。

## 政治
拉布尔斯所属的省级选区为讷莱米讷县。

## 人口

1962-2008年间拉布尔斯人口变化图示

拉布尔斯于2022年1月1日时的人口数量为2876人。